# Astri Andersen Strömberg
Astri Andersen (Strömberg) (Stockholm, 6 maart 1876 – Lund, 11 april 1911) was een Zweeds pianiste van Noorse komaf. Zij was de dochter van Anton Jørgen Andersen, componist en cellist. In 1907 huwde ze Efraim Strömberg.
Astri kreeg de basis in muziekonderwijs van haar vader en Rickard Andersson. Ze studeerde van 1889 tot 1894 aan het Conservatorium van Stockholm. Daarna vertrok ze naar Berlijn om daar lessen te nemen bij Moritz Moszkowski en Ernst Jedliczka. Ze begeleidde voorts violist Henri Marteau tijdens een van zijn Scandinavische concertreizen.
Er is een aantal concerten van haar bekend:
- 25 februari 1900 gaf ze onder leiding van Johan Halvorsen een uitvoering van het vierde pianoconcert van Ludwig van Beethoven tijdens een optreden in het Nationaltheatret;
- 7 september 1902 (met een herhaling op 25 september) gaf ze samen met de sopraan Minnie Tracey een recital in Oslo, waarin ze als soliste werken speelde van Frédéric Chopin (Nocturne opus 32.2) en Franz Liszt (Hongaarse rapsodie nr. 12).
- 30 september 1902 opnieuw een recital met Tracey; ze speelde toen werken van opnieuw Liszt (nocturne 3 uit Liebesträume), Sigurd Lie (Alfedans) en Moszkowski (Ungeduld).

Haar laatste jaren bracht ze door als pianolerares door in Malmö en Lund.